# Музей на восъчните фигури Ялмъз Буюкерчен
Музеят на восъчните фигури „Ялмаз Буюкерчен“ (на турски: Yılmaz Büyükerşen Balmumu Heykeller Müzesi) в Ескишехир е популярна експозиция на восъчни фигури на известни личности предимно от историята на Турция – исторически личности, държавници, политически и военни дейци, личности от света на изкуството, спортисти, журналисти и телевизионни личности, и др.

## История
Музеят на восъчните фигури „Ялмаз Буюкерчен“ е открит на 19 май 2013 г. Основан е от Ялмаз Буюкерчен, преподавател в Анатолийския университет, скулптор и кмет на Община Ескишехир, посветил много от дейността си за оформянето на културния облик града. Част от восъчните фигури са изработени лично от Ялмаз Буюкерчен.
Музеят се помещава в реставрирана стара сграда на бул. „Ататюрк“ №43, която е част от историческия център на града „Одунпазари“, който е архитектурен резерват.
Музеят на восъчните фигури е собственост на Община Ескишехир. Приходите от музея, освен за поддръжката и обогатяването на експозицията, се използват за безвъзмездното подпомагане на образованието за студенти и ученици с физически увреждания.

## Експозиция
В музея са изложени 198 скулптурни скулптури в пет зали. Залите са:
- Зала А: Кемал Ататюрк и неговото семейство, история и личности от Турската война за независимост (информационни пана и война, оръжия, каски, куршуми), някои от османските султани
- Зала Б: президенти на Турция, авиатори, писатели, журналисти, музиканти, художници, бизнесмени, учени, спортисти, чужди лидери, турски актьори и други личности от света на изкуството
- Зала C: исторически личности, като Настрадин Ходжа и цар Мидас
- Зала D: демокрация – личности от най-новата история като Реджеп Ердоган и Неджметин Ербакан
- Зала Е: лична зала на Ялмаз Буюкерчен, в която е представен живота му, награди и отличия за неговата дейност

Някои от представените личности са:
Мехмед II (1432 – 1481), Селим I (1470/1 – 1520), Сюлейман I (1494 – 1566), Хюррем Султан (1502/04 – 1558), Ченгиз Топел (1934 – 1964), Сабиха Гьокчен (1913 – 2001), Джунейт Аркън (1937 – ), Орхан Генджебай (1944 – ), Хулуси Кентмен (1912 – 1993), Бариш Манчо (1943 – 1999), Кемал Сунал (1944 – 2000), Юнус Емре (1238 – 1320), Батал Гази (690/5 – 740), Настрадин Ходжа (13 век), Илбер Ортайлъ (1947 – ), Хифзи Топуз (1923 – ), Атаол Бехрамоглу (1942 – ), Иляз Салман (1949 – ), Адиле Нашит (1930 – 1987), Аднан Мендерес (1899 – 1961), Тургут Йозал (1927 – 1993).
Повечето от восъчните статуи са експонирани в общи или в самостоятелни ниши, които са оформени съобразно живота или дейността на показаната личност.
Посетителите на музея могат да се снимат свободно с някои от фигурите, като тези на Алберт Айнщайн или Анджелина Джоли. В някои части от залите е забранено свободното фотографиране. Музеят е много посещаван от ученици, които се запознават с историята на известните личности.
- Ялмаз Буюкерчен
- Яшар Кемал
- Илхан Селчук
- Сабиха Гьокчен
- Мерилин Монро